# Marc Crépon
Pour les articles homonymes, voir Crépon.
Marc Crépon, né le 30 mars 1962 à Decize (Nièvre), est un philosophe français.
Il est directeur de recherche au CNRS et a été, du 1er juillet 2011 au 1er janvier 2019, directeur du département de philosophie de l'École normale supérieure. Son travail se concentre sur la question de la violence, des langues et des communautés dans les philosophies française et allemande, notamment celles de Nietzsche, de Franz Rosenzweig et de Jacques Derrida.
Marc Crépon est avec Bernard Stiegler l'un des membres fondateurs de l'association Ars Industrialis, association de réflexions sur les « technologies de l’esprit » (industries de l’informatique et des télécommunications, notamment) et les impératifs économiques qui, selon l'association, les sous-tendent.

## Biographie
De 1984 à 1987, il étudie la philosophie à l'École normale supérieure. Pendant cet apprentissage, en 1985, il fait un séjour d’études à l'université de Tübingen, puis il obtient l'agrégation de philosophie en 1986. Il devient ensuite professeur à l'université de Chișinău (République de Moldavie), de 1987 à 1989, au titre de la coopération. De 1990 à 1993, il est enseignant de philosophie (AMN) à l’université Paris-X (Nanterre). Par la suite, il est pensionnaire à la Fondation Thiers pendant trois ans. En 1995, il obtient son doctorat de philosophie.
De 1997 à 2003, il est chargé de recherche au CNRS.
En 2001, il reçoit la médaille de bronze du CNRS, et à partir de 2003, il reçoit l'habilitation à diriger des recherches, sur le thème de « la désappropriation (des géographies de l’esprit aux identités hétérogènes) ». Depuis 2003, il est directeur de recherche au CNRS. En 2011, il devient directeur du département de philosophie de l'ENS, et laisse la place en 2019 à Dimitri El Murr.

## Axes de recherche
Son travail ne cesse de mêler et fait se croiser la philosophie, en particulier  à travers les pensées de Hegel, Leibniz, Nietzsche, Husserl, Levinas, Derrida, Benjamin, et la littérature, notamment les œuvres de Franz Kafka, Maurice Blanchot, Paul Celan, Imre Kertész. Le thème de la violence, en particulier celle qui s'est manifestée à travers les atrocités et les totalitarismes du XXe siècle, est au cœur de sa réflexion, qui interroge aussi la violence du langage, ancrée dans les troubles de l'histoire, ce qu'il a nommé « le malin génie des langues ».
Selon cette perspective, et comme l'illustrent par exemple les ouvrages de Imre Kertész, on a toujours besoin d'« histoires sur le bien et le mal », et la responsabilité de la littérature est de nourrir cet imaginaire, « à l'épreuve de la violence », à laquelle elle ne peut que se confronter. Dans ce contexte, le salut que peut parfois procurer l'écriture, à l'image de la poésie de Paul Celan ou du Journal de Kafka, n'est jamais acquis, ne peut jamais être un salut définitif. À la différence de la philosophie, la littérature permet d'exprimer ce qu'il y a d'absolument singulier dans l'expérience de la violence. La poésie en particulier peut ainsi être investie de promesses politiques, que Marc Crépon interroge par exemple dans son essai intitulé Terreur et poésie (2004), à partir des lectures de Hölderlin par Heidegger et de Mandelstam par Celan, analysant ainsi certains présupposés sur la langue, le destin, le peuple, portés par ces lectures. À travers cet ouvrage, la poésie comme promesse de salut s'incarne dans « deux façons radicalement opposées de penser la situation de la poésie face à la terreur politique. »

## Ouvrages
- Les géographies de l’esprit : enquête sur la caractérisation des peuples de Leibniz à Hegel, Paris, Payot, 1996
- La langue source de la nation : messianismes séculiers et Europe centrale et orientale (du XVIIIe au XXe siècle), avec P. Caussat & D. Adamski, Paris, Mardaga, 1996
- L'harmonie des langues, Essais de G.W. Leibniz sur la langue allemande et autres textes, présenté, traduit avec Ph. Büttgen, F. Mariani Zini et J. Sudaka, et commenté par Marc Crépon, Paris, Le seuil, 2000
- Le malin génie des langues : essais sur Nietzsche, Heidegger, Rosenzweig, Paris, Vrin, 2000
- Les promesses du langage : Benjamin, Rosenzweig, Heidegger, Paris, Vrin, 2001
- L'imposture du choc des civilisations, Nantes, éditions pleins feux, 2002
- Nietzsche : l'art et la politique de l'avenir, Paris, PUF, 2003
- La Philosophie au risque de la promesse (recueil, en collaboration avec Marc de Launay), Paris, Bayard, 2004, 212 p.
- Terreur et poésie, Paris, Galilée, 2004, 150 p[4].
- Langues sans demeure, Paris, Galilée, 2005
- Altérités de l’Europe, Paris, Galilée, 2006, 207 p.
- De la démocratie participative : fondements et limites, avec Bernard Stiegler, Paris, Éditions Mille et une nuits, 2007
- Derrida, la tradition de la philosophie (recueil, avec Frédéric Worms), Paris, Galilée, 2008, 218 p.
- La culture de la peur : démocratie, identité, sécurité, Paris, éditions Galilée, 2008
- Vivre avec la pensée de la mort et la mémoire des guerres, Paris, collection « Le Bel Aujourd'hui », Éditions Hermann, 2008
- La guerre des civilisations : la culture de la peur, tome II, Paris, Galilée, coll. « La philosophie en effet », 2010
- Le consentement meurtrier, Paris, Cerf, coll. « Passages », 2012
- Élections : de la démophobie, Paris, éditions Hermann, 2012
- Les configurations du nihilisme, avec Marc de Launay (dir.), Paris, Librairie philosophique J. Vrin, coll. « Problèmes & Controverses », 2012
- La vocation de l'écriture : la littérature et la philosophie à l'épreuve de la violence, Paris, Odile Jacob, 2014
- Levinas-Derrida, textes réunis et présentés par Marc Crépon et Danielle Cohen-Levinas, Paris, Hermann, 2015
- La philosophie face à la violence, avec Frédéric Worms, Paris, Équateurs, 2015
- La Gauche, c'est quand ?, Paris, Équateurs, 2015
- L'épreuve de la haine : essai sur le refus de la violence, Paris, Odile Jacob, 2016
- Ces temps-ci : la société à l'épreuve des affaires de mœurs, Paris, Rivage, octobre 2020
- Journal de Moldavie. 1987-1988. Juillet 2022, Lagrasse, Verdier, 2023  prix Clarens du Journal intime 2023